# Baccaurea macrophylla
Baccaurea macrophylla là một loài thực vật có hoa trong họ Diệp hạ châu. Loài này được (Müll.Arg.) Müll.Arg. mô tả khoa học đầu tiên năm 1866.